# Solaris (tiểu thuyết)
Cho độc giả muốn tìm hiểu các mục từ khác cùng tên hãy xem trang định hướng Solaris

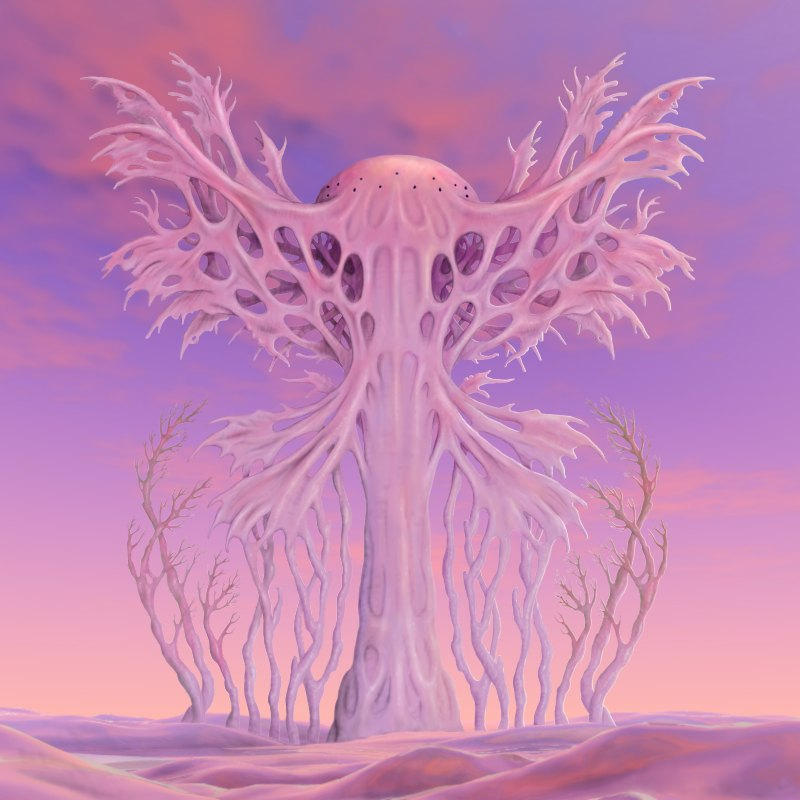
Diễn họa của một họa sĩ về một "symmetriad", một trong những cấu trúc hình thành bởi hành tinh Solaris

Solaris là một tiểu thuyết khoa học viễn tưởng của Stanisław Lem (1921-2006), xuất bản ở Ba Lan năm 1961 và là tác phẩm nổi tiếng nhất của ông trong số các tác phẩm được dịch sang tiếng Anh. Trong khi con người lao vào các cuộc thám hiểm chinh phục không gian với những khát khao và hoài bão lớn lao của mình thì ở đâu đó trong chính bản thân mình con người lại chưa hiểu thấu. Một câu chuyện ly kỳ về một hành tinh xa xôi được bao phủ bởi một đại dương huyết tương với những tiềm năng vô hạn và công cuộc khám phá nó chất chứa cả sự khủng khiếp lẫn những điều kỳ diệu. Cuốn tiểu thuyết được đong đầy bởi chất thơ thấm đẫm trong cảm giác xa cách mơ hồ và niềm cô đơn tuyệt vọng.
Tiểu thuyết đã được dựng thành bộ phim Liên Xô vào năm 1972 bởi đạo diễn Andrei Tarkovsky. Còn có vở nhạc kịch cùng tên dàn dựng bởi nhà soạn nhạc người Đức Michael Obst.
|  |
|  |

## Nội dung
Solaris là cuốn sách nổi tiếng nhất của Stanislav Lem - một trong những tác giả hàng đầu của thể loại sách khoa học viễn tưởng. Ba lần chính thức được dựng thành phim và nhiều lần được mượn ý tưởng để thể hiện vào nhiều bộ phim và cuốn sách khác, Solaris còn là một trong những cuốn sách mà sinh viên khoa học và triết học tại nhiều nước bắt buộc phải đọc. Solaris cho ta thấy một trí tưởng tượng phong phú, một tư duy khoa học sâu sắc và hơn thế nữa, đó còn là câu chuyện về tình yêu và ý chí của con người.
Chuyện bắt đầu từ khoang đổ bộ của Kelvin - nhà bác học chuyên ngành tâm lý, thần kinh - người được giao thực hiện nhiệm vụ thám hiểm và nghiên cứu Solaris. Trước khi anh sinh ra hơn trăm năm trước người ta đã phát hiện ra một hành tinh kỳ dị và đặt tên là Solaris. Từ đó tới giờ công cuộc nghiên cứu hành tinh này phát triển như vũ bão và hình thành nên một ngành khoa học riêng gọi là Solaris học. Tại sao chỉ một hành tinh thôi mà đòi hỏi cả một lĩnh vực nghiên cứu sâu rộng đến thế? Câu trả lời nằm trong chính những điều đã biết và cả chưa biết về bản chất của tinh cầu huyết tương đó. Khi mới được phát hiện nó cũng như muôn vàn hành tinh thông thường khác chỉ được lưu trữ bởi vài số liệu mang tính thống kê về quỹ đạo. Nhưng khi giới khoa học phát hiện ra rằng hành tinh thuộc hệ sao đôi này có sự sống thì mọi sự tập trung cả về dư luận cũng như khoa học, kỹ thuật, tài chính đều dồn về nó. Đã có rất nhiều thế hệ các nhà thám hiểm đóng góp sức mình vào công cuộc này nhưng điều bí ẩn của sự sống trên hành tinh Solaris vẫn còn ngoài tầm hiểu biết. Một số điều đã được biết về hành tinh này là nó tồn tại sự sống, nhưng chỉ là một sinh vật duy nhất. Sinh vật này tồn tại dưới dạng một đại dương huyết tương bao phủ phần lớn bề mặt hành tinh và có nhiều tiềm năng khủng khiếp. Một trong số đó là chuyển động phi nhiễu loạn của Solaris mặc dù theo lý thuyết nó nằm trong một hệ sao đôi. Làm thế nào mà một sinh quyển sống như thế lại có thể điều phối được quỹ đạo của những thứ ở quy mô thiên văn như sự chuyển động của một hành tinh trong lực hấp dẫn của một hệ hai mặt trời? Và còn nhiều điều kì lạ khác nữa. Chẳng hạn như các siêu cấu trúc luân phiên nhau nổi lên khỏi mặt đại dương: các "tai dài", các "cột sống", các "symmetriad", các "mimoid", v.v... Một số thì được thừa nhận là những biến thái bản thể ngẫu nhiên của đại dương, số khác thì lại có khả năng chứa đựng những cấu trúc toán học cực kì phức tạp được thể hiện qua tạo hình của các kết cấu xiro đặc quánh,... Và những tạo hình này hình thành luôn luôn phong phú & đa dạng, muôn hình muôn vẻ không bao giờ quan sát được sự lặp lại của chúng. 

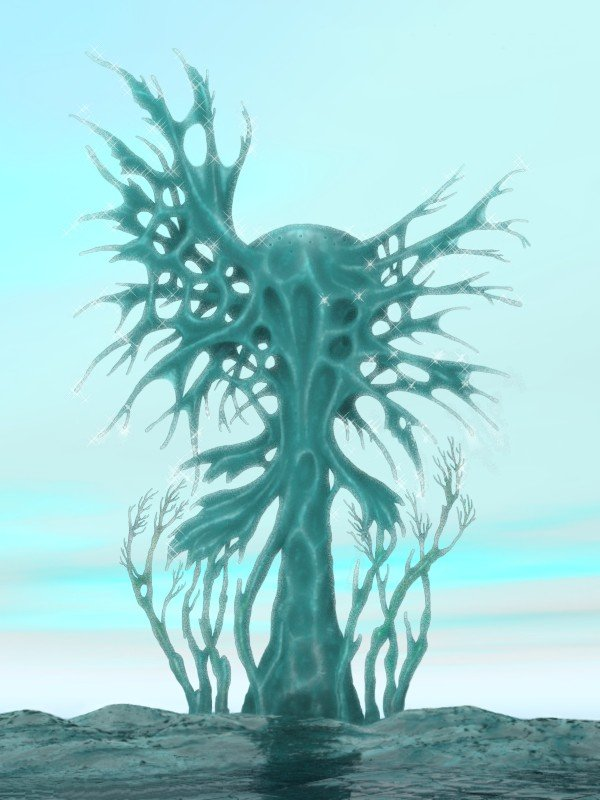
Một bức diễn họa của một họa sĩ về một "asymmetriad", một cấu trúc bất đối xứng tạo bởi hành tinh Solaris

Nhưng nào phải đã hết bí ẩn và sức lôi cuốn trên hành tinh Solaris. Ở đó Kelvin gặp gỡ 2 nhà bác học khác, những người đã suy sụp một cách khó cứu vãn nổi do sống ở trạm nghiên cứu trong một thời gian dài. Đó là Snaut gầy guộc với thái độ vừa diễu cợt vừa chân thành. Đó là Sartorius luôn trốn tránh tiếp xúc, mang trong đầu nhiều ý tưởng quái gở ẩn dưới hình tượng một nhà bác học nghiêm túc và có phần cứng nhắc. Kelvin khi thì gạn hỏi, khi thì bức bách, khi thì trốn tránh, khi thì gây gổ với họ nhưng anh hầu như chẳng kiếm thêm cho mình được chút hiểu biết hữu ích nào về tình trạng của bọn họ. Có người sống, có người chết, có cả "người" còn thật hơn con người,... Trong cái vòng luẩn quẩn dễ làm điên loạn ý chí của ngay cả những nhà nghiên cứu kiên định nhất, Kelvin vẫn luôn cố gằng vươn lên tìm lối thoát cho mình. Rồi khi sự ám ảnh và ức chế tâm lý lên dần đến đỉnh điểm với những "con ma" vật chất, những "sinh hệ notrino", những tâm thức dạng khác của đại dương, những hồi ức được ánh xạ ra ngoài thế giới thực, v.v... Kelvin cũng không còn làm chủ được mình nữa. Hàng loạt những thí nghiệm đủ loại được nghĩ ra để kiểm nghiệm tình trạng tâm thần, để xem xét vào tận cùng thang vi mô của khách, để hiểu được rằng mình đang mơ hay đang tỉnh,... nhưng vẫn không đủ để vực dậy tinh thần của Kelvin và tổ nghiên cứu. 

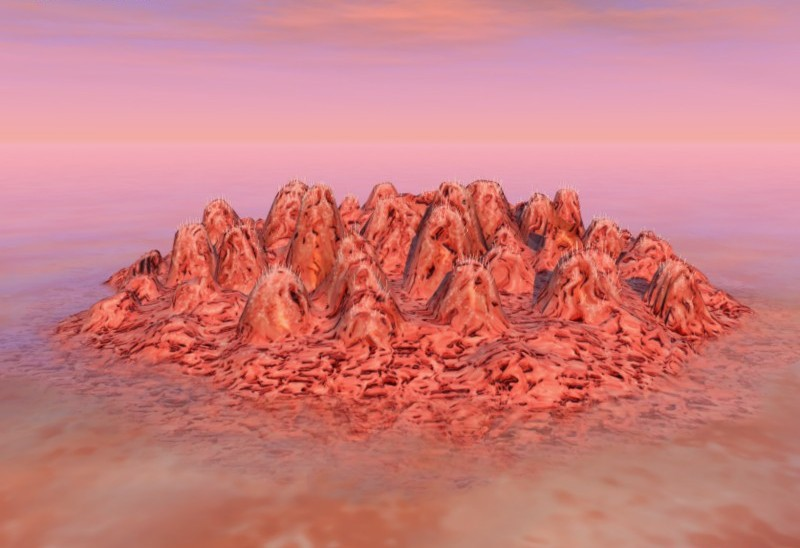
Một bức diễn họa của một họa sĩ về một "mimoid," một trong những cấu trúc hình thành bởi hành tinh Solaris

Rồi cũng có những bước đột phá nho nhỏ trong cái trạm nghiên cứu lẻ loi ở Solaris đó. Dần dần ba con người cũng gần gũi và cởi mở với nhau hơn. Rồi những nút thắt ở đây đó dần được gỡ bỏ. Nhưng không phải tất cả, vẫn còn những bí ẩn đứng đó, những bí ẩn về mặt bản thể, không thể nào hiểu thấu và sẽ không bao giờ được hiểu thấu. Đó là đại dương, là bộ não nguyên sinh, là kết cấu hữu cơ tiền sinh vật, là sinh quyển sống bao phủ khắp hành tinh, là Chúa khiếm khuyết, là tinh thần vượt trước nhân loại hàng triệu năm tiến hóa, là thứ đã bỏ qua giai đoạn phát triển vi sinh vật ở các đại dương, đi thẳng lên một hình thái khác, là v.v... Câu chuyện rồi cũng tới lúc phải kết thúc nhưng âm hưởng của nó vẫn loanh quanh trong đầu độc giả. Bí mật nào sẽ được phơi bày, số phận mỗi con người sẽ ra sao, "hành tinh huyết tương" thực chất có nghĩa gì,... mỗi độc giả sẽ tự tìm thấy cho mình ý nghĩa của những câu trả lời sau khi nghiền ngẫm cuốn sách.

## Các nhân vật
Có 3 nhân vật chính trong Solaris: Kris Kelvin, một nhà tâm lý học người đến từ Trái Đất để nghiên cứu Solaris. Sau đó, độc giả phát hiện rằng anh đã cưới Hari (Harey trong tên nguyên bản tiếng Ba Lan), người mà sau đó tự cảnh báo sẽ tự tử một khi Kelvin rời bỏ cô. Cô trở thành khách của Kelvin, bản thân cô cũng là nhân vật chính của truyện.
Người đầu tiên mà Kelvin gặp trên trạm là Snaut. Độc giả không bao giờ nhận dạng được khách của Snaut cả. 
Người trú ngụ cuối cùng ở trạm là Sartorius. Một nhân vật hay trốn tránh nhất trong nhóm, Sartorius hiếm khi xuất hiện. Ông ta nghi ngờ ngay lập tức các thành viên khác của trạm. Giống như Snaut, độc giả không bao giờ biết được ai là khách của ông ta. 
Có một vài nhân vật tuyến hai khác. Một là Gibarian. Ông ta từng là thầy Kelvin trước khi tới Solaris. Ông ta chết ngay đầu truyện; còn 'Negress béo' - khách của ông ta từng 2 lần đụng mặt Kelvin, lần đầu trên đường trong chuyến đi quanh trạm đầu tiên của anh và lần sau khi anh khám xét thi thể Gibarian. Người còn lại là Andre Berton.
Hari là người vợ đã mất của Kelvin, người chết trong vụ tiêm thuốc độc sau cuộc khẩu chiến với Kelvin. Cô xuất hiện với vai trò khách của Kelvin. Cô xuất hiện lần đầu khi Kelvin tỉnh dậy sau một giấc ngủ dài. Anh nhanh chóng phát hiện Hari không phải Hari anh đã từng yêu trong quá khứ và muốn tống cổ cô đi. Phải rất vất vả anh mới nghĩ ra cách tống cô đi được nhưng đó là sự cố gắng vô ích vì sau một giấc ngủ khác đâu lại vào đó. Hari luôn tái xuất hiện trước anh với cùng một trạng thái tinh thần và thể chất bất chấp anh đã dùng cách gì để tống khứ hoặc thoát khỏi cô ta. Nhưng rồi trong chính cái con người không thực là Hari bất tử đó, một phần ký ức và lý trí vẫn còn khả năng trỗi dậy. Cô giống như một người tự biết mình không phải là chính mình mà lại không thể hiểu được mình còn là một phần của cái gì khác nữa ở tầng sâu xa nhất của ý thức. Sự đau khổ đến điên loạn của một con người như thế dần cảm hóa Kelvin ở mức độ ít nhiều. Làm sao không bị rung cảm được trước một hình hài được vật chất hóa từ những hồi ức đẹp nhất về người yêu. Một tạo vật được hình thành bởi quyền năng của một trí tuệ hiểu thấu nhân loại hơn cả nhân loại tự hiểu mình...

## Phiên bản tiếng Việt
Một bản dịch tiếng Việt từ bản dịch tiếng Nga (1981). Vậy nên đó là một bản dịch của dịch (dual translation) đã được in vào những mốc thời gian dưới đây:
- Bản dịch "Solaris - Hành tinh bí ẩn" xuất bản năm 2007 của dịch giả Nguyễn Thế Long bởi Nhà xuất bản Văn học và công ty Văn hóa truyền thông Nhã Nam (bản này được dịch từ bản tiếng Nga xuất bản năm 1981 bởi Nhà xuất bản Leningrat trong loạt Tuyển tập Stanislav)[1][2]

## Chuyển thể
- Solaris (phim truyền hình 1968), đạo diễn Boris Nirenburg.
- Solaris (phim 1972), đạo diễn Andrei Tarkovsky đoạt giải Grand Prix năm 1972 tại Liên hoan phim Cannes.[3]
- Solaris (phim 2002), đạo diễn Steven Soderbergh. Phim có 7 đề cử với hai giải thưởng giành được: Âm thanh xuất sắc nhất năm 2002 cho Larry Blake và Biggest Disappointment của WAFCA năm 2002.[4]